# Shokaku
La Shokaku (giapponese: 翔鶴) è stata una portaerei della omonima classe della Marina imperiale giapponese. È famosa insieme alla sorella Zuikaku per aver preso parte ad importanti battaglie della seconda guerra mondiale nel teatro del Pacifico, incluso l'Attacco di Pearl Harbor e la Battaglia del Mar dei Coralli.

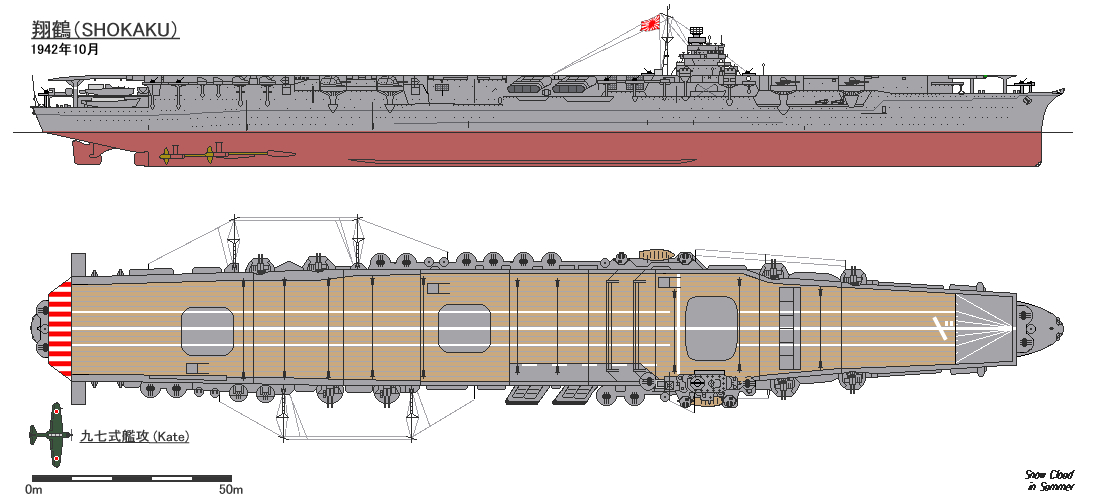
Vista di profilo e superiore della Shokaku, messa in proporzione con un aereo